# 82. п. н. е.

## Догађаји
- Други римски грађански рат: Битка код Колинских врата у којој оптиматске војске Суле и Марка Лицинија Краса пред самим Римом уништавају про-популарску самнитску војску. Сула улази у град и започиње страховладу чије су жртве популари и њихове присталице.
- Корнелије Сула наређује Гнеју Помпеју да ликвидира остатке популарских снага на Сицилији и у Африци, што Помпеј и чини, стекавши надимак adulescentulus carnifex (младеначки кољач).

## Рођења
- Верцингеторикс, галски ратник и вођа († 46. п. н. е.)

## Смрти
- Антиох XII Дионис, краљ Селеукидског царства (убијен у бици)
- Гнеј Папирије Карбон, римски конзул (убијен по наређењу Суле)
- Квинт Муције Сцевола Понтифекс, римски конзул